# تاوو
تاوو (به لاتین: Tawau) یک منطقهٔ مسکونی در مالزی است که در Tawau Division واقع شده‌است. تاوو ۵۵٫۹ کیلومتر مربع مساحت و ۱۱۳٬۸۰۹ نفر جمعیت دارد و ۸ متر بالاتر از سطح دریا واقع شده‌است.